# Orquesta Sinfónica de Jerusalén

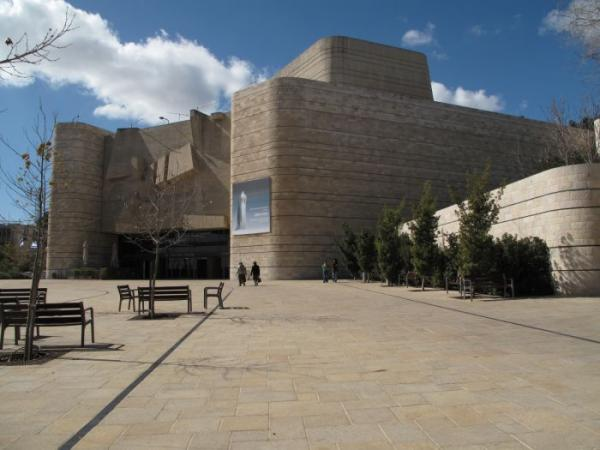
Teatro de Jerusalén, sede de la orquesta.

La Orquesta Sinfónica de Jerusalén (OSJ) de la Autoridad de Radiodifusión de Israel (en hebreo: התזמורת הסימפונית ירושלים, רשות השידור‎, ha-Tizmoret ha-Simfonit Yerushalayim Rashut ha-Shidur) es la más importante orquesta de Israel. Desde la década de 1980, su sede se encuentra en el Henry Crown Symphony Hall, parte del complejo del Teatro de Jerusalén.

## Historia
La orquesta tiene sus orígenes en la orquesta de la Radio Nacional, fundada en la década de 1940 como Orquesta Kol Israel. Adquirió su forma actual (y nombre) después de expandirse en la década de 1970.
Desde su fundación, la orquesta se ha enorgullecido de tener un amplio repertorio, que no sólo entona obras maestras del canon de la música clásica, sino que también promueve el trabajo de los más recientes compositores de Israel y el extranjero.

## Directores musicales
La Sinfónica de Jerusalén tuvo los siguientes directores musicales::
- Mendi Rodan (1963–72)
- Lukas Foss (1972–76)
- Gary Bertini (1978–87)
- Lawrence Foster (1988–92)
- David Shallon (1992–2000)
- Frédéric Chaslin (1999–2002),
- Leon Botstein (2003-2010 )
- Frédéric Chaslin después 2010